# Macrostylophora furcata
Macrostylophora furcata är en loppart som beskrevs av Shi Liangcai, Liu Quan et Wu Houyoung 1985. Macrostylophora furcata ingår i släktet Macrostylophora och familjen fågelloppor. Inga underarter finns listade i Catalogue of Life.